# Andrea Hauner
Andrea Hauner (* 10. Juli 1959 in Hamburg-Blankenese) ist eine deutsch-schweizerische Journalistin, Redakteurin und Autorin.

## Werdegang
Andrea Hauner ist in Hamburg aufgewachsen. Nach dem Studium von Germanistik, Geschichte und Soziologie in Hamburg (Magister 1985) hat sie als Radioreporterin und Moderatorin beim Bayerischen Rundfunk begonnen. Dann kam 1987 eine Anfrage vom ZDF, und es folgten dort zehn Jahre im Gründungsteam des Frauenmagazins ML Mona Lisa.
Beim Mitteldeutschen Rundfunk MDR sammelte sie ab 1998 fundierte Erfahrungen als Redakteurin für Dokumentationen. Nach dem Wechsel in die Schweiz (2002) arbeitete sie lange als freie Produzentin und Autorin für Dokumentationen für ARD, ZDF, Arte und 3sat. Schwerpunkte der Arbeit waren der Nahe Osten und Wissenschaftsthemen.
Seit 2016 produziert Hauner als Redakteurin schwerpunktmässig für die Doku-Reihe NZZ Format des Schweizer Fernsehens. Seit 2024 ist sie wieder freie Autorin.
Andrea Hauner ist verheiratet und lebt in der Schweiz und in Deutschland.

## Veröffentlichungen

### Dokumentationen (Auswahl)

#### Internationale Themen
- Nie vergessen – Yad Vashem (MDR 2000)
- Zypern (MDR, Arte 2001)
- Unternehmen Schmetterling – Regenwaldprojekt Costa Rica (GEO-Reportage Arte/MDR/Discovery 2001)
- Rotes Gold – Safran (GEO-Reportage Arte/MDR/Discovery 2002)
- Mein neues Leben in Jerusalem – eine Deutsche unter orthodoxen Juden (NDR 2002)
- Die Angst im Nacken – Terror und Alltag in Israel (ZDF/BR/Arte 2003)
- ...und ein Leben in Gefahr – Deutsche Frauen im Gazastreifen (WDR 2004)
- Zwischen Hamburg und Shanghai (NDR 2006)
- Wissen ist Macht – Eliteuniversitäten in China (ZDF Arte 2006)

#### Zeitgeschehen
- Ugly girls have to try harder – Der Wahn, perfekt zu sein (ZDF/BR/Arte 2002)
- Albtraum Flut – Wer zahlt? (ZDF/Arte 2002)
- Die Buchretter von Weimar – Anna Amalia nach dem Brand (ZDF arte 2007)
- Unsichtbare Gefahr? – Nanotechnologie im Alltag (ZDF 2011)
- Die Wahrheit über Fett (WDR 2013)
- Wahnsinn Wohnungsmarkt (NDR 2014)
- Die Lachsindustrie (NDR 2016)
- Rechtspopulisten in Europa (SRF/3sat 2019)
- Von Insekten und Landwirten – Können wir die Biodiversität retten? (SRF1 2021)
- Grünes Geld – wie nachhaltiges Investieren funktionieren kann (SRF1 2022)
- Bauen mit Holz – Rettung fürs Klima? (SRF1 2023)
- Vergewaltigt im Krieg  (SRF / 3sat 2024)

#### Wissenschaft
- Blut – Mythos und Milliarden (ZDF/3sat 2005)
- Biowaffen – Das Modell Israel (BR Arte 2005)
- Wenn die Berge brüchig werden –Klimawandel und die Folgen (ZDF 3sat 2007)
- Wer ist „Ich“ – Auf der Suche nach dem Bewusstsein (ZDF 3sat 2008)
- Angst vor der Riesenwelle – Tsunamiforschung (ZDF 3sat 2009)
- Das Geheimnis der Junk DNA – Genforschung (ZDF 3sat 2009)
- Genforschung und Krebs (3sat 2011)
- Die Wüste schwebt – Saharastaub in der Atmosphäre (ZDF/3sat 2012)
- Risiko Gen-Nahrung? (NDR 2013)
- Sicherheit auf See (NDR Arte 2015)
- Der Rücken – stark und sensibel (SRF1 2016)
- Kampf gegen die Superkeime (SRF/3sat 2017)
- Strom des Lebens – alternative Energien (SRF/3sat 2018)
- Scheitern – Das große Tabu (SRF 2019)[1]
- Ohne Zucker bitte! Wie gesund sind Süßstoffe? (3sat/SRF 2020)
- Krieg der Zukunft – Drohnen und autonome Waffen (SRF/3sat 2023)
- KI in der Medizin – sind Algorithmen bald die besseren Ärzte? (SRF/3sat 2023)
- Wie sicher sind die Alpen? Bergsturz durch Klimawandel (SRF/3sat 2024)

### Bücher
- mit Angelica Fell: Mütter über 35. Droemer Knaur Verlag, München 1992, ISBN 978-3-426-07931-7.
- mit Elke Reichart (Hrsg.): § 218 – zur aktuellen Diskussion.Droemer Knaur Verlag, München 1992, ISBN 978-3-426-77026-9.
- mit Elke Reichart: Bodytalk – der riskante Kult um Körper und Schönheit. Deutscher Taschenbuch Verlag, München 2004, ISBN 978-3-423-62203-5.

## Auszeichnungen und Ehrungen
- 1996 Hanns-Joachim-Friedrichs-Preis als Mitglied des Redaktionsteams von ML Mona Lisa[2]
- 2016 Deutscher Journalistenpreis Orthopädie und Unfallchirurgie der DGOU und BVOU für Der Rücken – stark und sensibel[3]
- 2017 Finalistin beim Ernst-Schneider-Preis für die Dokumentation Die Lachsindustrie
- 2022 1. Preis beim Private-Medienpreis für Qualitätsjournalismus des schweizerischen Wirtschaftsmagazins Private in der Kategorie Wirtschaft und Finanz für die Dokumentation Grünes Geld – wie nachhaltiges Investieren funktionieren kann (NZZ Format)[4]
- 2024 Georg von Holtzbrinck Preis für Wissenschaftsjournalismus (Elektronische Medien) für Krieg der Zukunft – wie Drohnen und autonome Waffen den Krieg verändern und KI in der Medizin – sind Algorithmen bald die besseren Ärzte? (Beide NZZ Format im SRF 1)[5]